# SISSY DUCK
『SISSY DUCK』（シシーダック）は、ゼリ→のシングル。2000年12月6日に発売。発売元は東芝EMI。

## 収録曲
1. SISSY DUCK
　（作詞：ヤフミ/作曲：カズキ）
2. Small heaven
　（作詞：ヤフミ/作曲：カズキ）
3. 0℃
　（作詞：ヤフミ/作曲：ヤフミ）